# Décès en mars 1989
Décès
- 1985
- 1986
- 1987
- 1988
- 1989
- 1990
- 1991
- 1992
- 1993

Pour une information complémentaire, voir la page d'aide.

| Date     | Nom                             | Activités                                                                      | Âge | Source |
| -------- | ------------------------------- | ------------------------------------------------------------------------------ | --- | ------ |
| 1er mars | Marcelle Cahen-Bergerol         | peintre française                                                              | 88  |        |
| 6 mars   | Harry Andrews                   | acteur britannique                                                             | 77  | (en)   |
| 9 mars   | René Gallian                    | footballeur français                                                           | 69  |        |
| 9 mars   | Miguel Gual Agustina            | footballeur espagnol                                                           | 77  | (es)   |
| 9 mars   | Robert Mapplethorpe             | photographe américain                                                          | 42  |        |
| 11 mars  | William Challee                 | acteur américain                                                               | 84  |        |
| 11 mars  | Jean Daurand                    | comédien français                                                              | 75  |        |
| 11 mars  | Alfred Tinsel                   | peintre figuratif français                                                     | 68  |        |
| 12 mars  | Maurice Evans                   | acteur britannique                                                             | 87  |        |
| 12 mars  | Pierre Spori                    | peintre, céramiste et dessinateur suisse                                       | 65  |        |
| 14 mars  | Zita de Bourbon-Parme           | princesse de Parme puis, par son mariage, impératrice-reine d’Autriche-Hongrie | 96  |        |
| 15 mars  | Aart Glansdorp                  | peintre, dessinateur et maître de conférences néerlandais                      | 85  | (nl)   |
| 28 mars  | Madeleine Ozeray                | actrice belge                                                                  | 80  |        |
| 29 mars  | Bernard Blier                   | acteur français                                                                | 73  |        |
| 29 mars  | Christian Frain de la Gaulayrie | peintre postimpressionniste français                                           | 72  |        |